# Alerta: Virus mortal
Alerta: Virus mortal (títol original: Warning Sign) és una pel·lícula de ciència-ficció i terror estatunidenca que explica la contaminació d'un laboratori militar secret per un virulent bacteri destinada a deixar les víctimes boges per lligar i transformar-les en assassins. La pel·lícula ha estat dirigida per Hal Barwood i protagonitzada per Sam Waterston, Kathleen Quinlan, i Yaphet Kotto. Ha estat doblada al català.

## Argument
La pel·lícula explica l'aparició d'un virulent bacteri en un laboratori militar secret que operant sota la cobertura d'un fabricant de pesticides. Mentre es feien treballs de rutina, un tub precintat es deteriora i l'arma secreta és alliberada a l'aire. Quan els sistemes de detecció biològics detecten l'alliberament de l'agent, els sistemes de clausura de la fàbrica desencadenen el procediment de estanqueitat del laboratori i tots els treballadors de l'interior són incomunicats del món exterior, tot començant a sentir els efectes mortals del bacteri. Un xèrif local del comtat, la dona embarassada del qual és a l'interior, ajudat d'un ancià empleat alcohòlic ha de lluitar contra un organisme governamental i els treballadors per trobar la seva dona i posar fi a la propagació de l'arma mortal.

## Repartiment
- Sam Waterston: Cal Morse
- Kathleen Quinlan: Joanie Morse
- Yaphet Kotto: Major Connolly
- Jeffrey DeMunn: Dr. Dan Fairchild
- Richard Dysart: Dr. Nielsen
- G. W. Bailey: Tom Schmidt
- Jerry Hardin: Vic Flint
- Rick Rossovich: Bob
- Cynthia Carle: Dana
- Scott Paulin: Capità Walston
- Kavi Raz: Dr. Ramesh Kapoor
- Keith Szarabajka: Tippett